# Minh Quân (ca sĩ)
Minh Quân (tên đầy đủ Trịnh Minh Quân, sinh này 18 tháng 7 năm 1980) là ca sĩ và nhà sản xuất thu âm người Việt Nam. Anh được biết đến khi song ca cùng ca sĩ Mỹ Linh tại cuộc thi truyền hình SV 2000 với ca khúc "Khúc giao mùa", sau đó là các giai điệu "Nếu phải xa nhau" và "Mùa thu vàng" qua chương trình âm nhạc VTV – Bài hát tôi yêu.
Ngoài biểu diễn Minh Quân còn sáng tác và phát hành nhiều album phòng thu cá nhân với một số ca khúc được nhiều người biết đến như "Niềm tin khát khao", "Cô bé kiêu kỳ", "Những cô nàng ham vật chất"... Trong thời gian công tác tại Đài tiếng nói Việt Nam (VOV), anh giành Huy chương Bạc thể loại nhạc nhẹ tại cuộc thi Giọng hát vàng ASEAN 2008.
Minh Quân sở hữu phòng thu riêng ở Hà Nội và sản xuất nhiều sản phẩm thu âm cho các nghệ sĩ trẻ. Hầu hết các album và video âm nhạc đều do anh trực tiếp đầu tư và sản xuất. Ngoài sự nghiệp âm nhạc, anh cũng thử sức trên sân khấu kịch nói, tiêu biểu nhất chính là vai "Thiên Lôi" trong chương trình Gặp nhau cuối năm – chương trình mà anh làm Giám đốc âm nhạc từ năm 2013 tới nay.

## Tiểu sử
Minh Quân sinh ngày 18 tháng 7 năm 1980 tại Hà Nội, khi anh được 3 tháng tuổi thì bố mất. Thuở nhỏ anh yêu thích diễn xuất, năm lớp 5, anh được tuyển vào đội kịch. Trong một lần xem đội hợp xướng Họa mi của Cung thiếu nhi Hà Nội biểu diễn, anh được nhạc sĩ Duy Quang – người phụ trách dàn dựng các tiết mục – giao tặng cho một ca khúc để biểu diễn tại buổi hòa nhạc Từ trái tim đến trái tim. Năm lớp 8, Minh Quân từng có thời gian ngắn học đàn bầu.
Trong thời gian học Trung học phổ thông, Minh Quân trình diễn ca khúc bộ phim Khát vọng (Trung Quốc). Trong thời gian này, Minh Quân đoạt Huy chương vàng Tiếng hát học sinh sinh viên toàn quốc, anh được bố dượng định hướng theo nghiệp ca hát. Học hết lớp 11, Minh Quân thi vào Cao đẳng Nghệ thuật Hà Nội và học tiếp văn hóa tại đây. Trong số các giảng viên giảng dạy anh có NSƯT Lê Gia Hội.

## Sự nghiệp

### Thời gian đầu
Trong thời gian đi hát tại vũ trường Lake Side, Minh Quân được Tuấn Hưng và Anh Tú mời vào nhóm Quả Dưa Hấu sau khi thành viên Bằng Kiều rời nhóm. Anh hoạt động trong nhóm được nửa năm thì rời nhóm, Hồ Hoài Anh được chọn thay thế, nhưng Hoài Anh chưa có cơ hội ra mắt thì nhóm tan rã. Sau đó, Minh Quân được vợ chồng Anh Quân – Mỹ Linh hỗ trợ, anh cùng Mỹ Linh song ca bài "Khúc giao mùa" trong SV 2000. Màn song ca rất thành công và thường được sử dụng trong các dịp năm mới. Tháng 10 năm 2000, Minh Quân được Công ty Bạn yêu nhạc (MFC) ký hợp đồng độc quyền. Album đầu tay của anh là Bước phiêu bồng được sản xuất và phát hành ngay trong năm 2001. Trong album này có ca khúc "Dáng xưa" lọt vào top ca khúc yêu thích của chương trình Làn Sóng Xanh.

### Phát triển sự nghiệp
Sau thành công khi song ca cùng Mỹ Linh, Minh Quân được mời tham gia show của các nghệ sĩ như Dorrin (người Philippines), Mỹ Linh, Trần Thu Hà, Thùy Dung... và các sự kiện như Khúc giao mùa, Giao thừa thế kỷ, Sức sống Hà Nội 2001. Minh Quân được mời góp giọng trong album của các ca sĩ Mỹ Linh với Tóc ngắn 2, Trần Thu Hà với Hà Nội nhạc trẻ Vol 1. Tham gia vào album tổng hợp như Em và mùa hạ, Tình thơ, và album riêng của nhạc sĩ Nguyễn Cường. Ca khúc "Giọt mưa xuân" biểu diễn tại các sự kiện cùng Xuân Nhị đã để lại ấn tượng cho khán giả lúc bấy giờ.
Sau khi tốt nghiệp Trường Cao đẳng Nghệ thuật Hà Nội, Minh Quân vào biên chế của Nhà hát Tuổi trẻ cùng với Thu Phương, Bằng Kiều, Ngọc Châu. Anh cùng các ca sĩ Minh Anh, Minh Ánh, Ngọc Anh, Hương Lan được Bộ Văn hóa - Thông tin và Trung ương Đoàn cử tham dự Festival Thanh niên sinh viên thế giới vào tháng 8 năm 2001 tại Algeria.
Đầu năm 2002, Minh Quân thực hiện chương trình solo miễn phí ở sân vận động Chi Lăng, Đà Nẵng và Nhà hát Thanh Niên ở Thành phố Hồ Chí Minh. Cùng với dự định hoàn tất VCD mới và trang web riêng. Cũng trong năm này anh tham gia chương trình VTV – Bài hát tôi yêu với video âm nhạc "Nếu phải xa nhau" lọt top 10 của chương trình và video "Cõi mơ dịu êm". Sau hiệu ứng tích cực từ VTV Bài hát tôi yêu, Minh Quân phát hành đĩa đơn "Nếu phải xa nhau", từng được sử dụng là ca khúc chủ đề cho bộ phim truyền hình Sóng ngầm năm 2001. "Nếu phải xa nhau" trở thành bản hit được yêu thích của anh. Cũng trong năm 2002, anh ra mắt album hợp tác cùng ca sĩ Thanh Thảo mang tên 18 vào đời — Cô bé kiêu kỳ. Minh Quân có thời gian ngắn hoạt động tại khu vực phía Nam nhưng không thành công nên anh trở lại miền Bắc để tiếp tục sự nghiệp. Anh trở về Hà Nội và trở thành MC cho Đài truyền hình Hà Nội.
Năm 2003, Minh Quân phát hành album thứ hai Trái tim mùa thu - Hát cho cuộc đời và VCD Minh Quân và các bạn. Album bao gồm một số ca khúc thành công của anh như "Nếu phải xa nhau", Mùa thu vàng", "Trái tim mùa thu", trong đó video âm nhạc của "Mùa thu vàng" được anh lựa chọn để tham gia chương trình VTV – Bài hát tôi yêu lần thứ 2, video sau đó lọt vào top 20. Cuối năm 2003, anh là một trong những ca sĩ được tham gia trình diễn tại Đại hội Thể thao Đông Nam Á 2003.
Năm 2005, Minh Quân ra mắt album cá nhân tiếp theo mang tên Tình yêu muôn màu dưới định dạng CD và VCD do Hãng phim Phuơng Nam phát hành, bao gồm giai điệu nổi tiếng "Dẫu có lỗi lầm" (sáng tác: Hồ Hoài Anh), "Buồn ơi! Chào mi!" hay "Tình yêu đến trong giã từ" (sáng tác: Nguyễn Ánh 9). Đầu năm 2006, anh ra mắt album Vì đời vẫn thế bao gồm 10 ca khúc do chính anh sáng tác, lấy cảm hứng chuyện tình đã qua, bên cạnh ca khúc "Niềm tin khát khao" dành tặng chương trình Đường lên đỉnh Olympia. Kể từ năm 2007, anh làm việc tại Đoàn ca nhạc Đài Tiếng nói Việt Nam (VOV). Tháng 10 năm 2008 tại Thành phố Hồ Chí Minh, Minh Quân tham dự cuộc thi Giọng hát vàng ASEAN với ca khúc "I Believe I Can Fly" (R. Kelly) và giành Huy chương Bạc thể loại nhạc nhẹ. Ca khúc đó cùng bản nhạc trong phim Chuyện tình buồn được Minh Quân đưa vào album phòng thu tiếp theo, dự kiến phát hành vào dịp Tết nguyên đán 2009.
Album phòng thu thứ 5 của Minh Quân mang tên Nơi tôi sinh... Hà Nội được phát hành vào tháng 10 năm 2010 bởi Hãng phim Phương Nam nhân dịp kỷ niệm Đại lễ 1000 năm Thăng Long – Hà Nội, bao gồm các ca khúc nổi tiếng về Hà Nội của các nhạc sĩ Đoàn Chuẩn, Từ Linh, Ngô Thụy Miên, Hoàng Hiệp, Trương Quý Hải, Hồng Đăng, Nguyễn Cường, Lê Vinh. "Hà Nội chính là nơi tôi tìm lại ký ức tuổi thơ tuyệt đẹp, nơi mang lại cho tôi sự bình yên trong cuộc sống. Vì vậy, album này là món quà tinh thần mang ý nghĩa lớn mà tôi muốn gửi tặng tới thành phố quê hương, cho gia đình và bạn bè", anh cho biết. Một số ca khúc gây chú ý là "Hà Nội ngày tháng cũ" của Song Ngọc từng bị cấm lưu hành tại Việt Nam và "Lênh đênh" trích từ bộ phim Đời hát rong (1991). Nhận xét về album này, báo HàNộiMới cho rằng Minh Quân đã mang những kỷ niệm cá nhân cùng "giọng ca chững chạc, tinh tế" để làm bật lên "cảm giác cuộc sống thật nhẹ nhàng và bình yên" của Hà Nội. VnExpress đánh giá cao phần thể hiện piano của Minh Quân trong suốt album, kết hợp các nghệ sĩ tài năng như Cao Nhật Trung, Hồ Hoài Anh, Quốc Long,... đã tạo nên "hòa âm với nhiều âm sắc của các nhạc cụ đa dạng".
Năm 2011, Minh Quân tham gia vào nhiều chương trình gameshow của Đài truyền hình Việt Nam (VTV). Tháng 10 anh cùng Lê Khánh tham gia chương trình Cặp đôi hoàn hảo. Một số tranh cãi diễn ra và cặp đôi xin rút lui khỏi cuộc thi sau đêm diễn thứ 3. Đầu năm 2012, anh tham gia Bước nhảy hoàn vũ và dừng bước sau đêm thi thứ 8.
Năm 2013 đánh dấu lần đầu Minh Quân thử sức trong lĩnh vực kịch nói với vai diễn "Thiên Lôi" trong chương trình giao thừa Tết nguyên đán mang tên Gặp nhau cuối năm. Vai diễn này do nghệ sĩ Xuân Bắc giới thiệu và được đạo diễn Đỗ Thanh Hải đồng ý sau khi tập thoại. Kể từ đó tới nay, Minh Quân trở thành Giám đốc âm nhạc của loạt chương trình Táo quân. Trong các mùa tiếp theo, anh đôi lúc vào vai "trợ lý của Thiên Lôi" trong chương trình này.
Cũng trong năm 2013, Minh Quân trở thành biên tập viên phòng Đạo diễn, dẫn hệ & tổ chức sự kiện của VOV3 (Đài tiếng nói Việt Nam). Giữa năm 2013, anh phát hành album trực tuyến Tạm biệt mái trường với những giai điệu quen thuộc của tuổi học trò như "Mong ước kỉ niệm xưa", "Mùa thi nhớ mãi", "Tạm biệt mái trường" hay "Mùa hạ cuối cùng". Tháng 9 năm 2013, anh phát hành video âm nhạc do chính mình sáng tác "Những cô nàng ham vật chất" (đạo diễn: Nguyễn Thế Anh) với diễn xuất của các nghệ sĩ Vân Dung, Quang Thắng, Đức Hùng, Huyền My,... tạo nên cơn sốt trên nhiều phương tiện đại chúng. Cuối năm 2013, Minh Quân ra mắt video "Cô bé dễ thương", trước đó từng được anh trình diễn trong chương trình Music bank của đài KBS (Hàn Quốc).
Năm 2014, Minh Quân tiếp tục thử sức trong lĩnh vực sản xuất âm nhạc khi phát hành video "Tiến quân ca". Anh thôi việc tại VOV vào năm 2015. Giữa năm 2016, Minh Quân cùng MC Trần Quang Minh là những người kêu gọi giới nghệ sĩ thu âm giai điệu "Việt Nam quê hương tôi" (sáng tác: Đỗ Nhuận) tại phòng thu cá nhân MingKwon Studio để "giới thiệu bạn bè năm châu về đất nước và con người Việt Nam, khẳng định mạnh mẽ chủ quyền biển đảo, lãnh hải, lãnh thổ của Việt Nam".

## Danh sách đĩa nhạc
Album phòng thu
- Bước phiêu bồng (2001)
- Trái tim mùa thu — Hát cho cuộc đời (2003)
- Tình yêu muôn màu (2005)
- Vì đời vẫn thế (2006)
- Nơi tôi sinh... Hà Nội (2010)
- Tạm biệt mái trường (2013)

Album hợp tác
- 18 vào đời — Cô bé kiêu kỳ (2002, cùng Thanh Thảo)

## Giải thưởng
- Huy chương Vàng Giọng hát hay học sinh sinh viên Hà Nội (1997)
- Huy chương Vàng Tiếng hát sinh viên toàn quốc (2000)
- Huy chương Bạc thể loại nhạc nhẹ trong cuộc thi Giọng hát vàng ASEAN (2008)